# Iyeoka Okoawo
Iyeoka Ivie Okoawo (Boston, 28 de abril de 1975), conocida como Iyeoka, es una cantante, poeta, activista y educadora estadounidense de origen nigeriano que se mueve en terrenos cercanos al soul, blues o jazz.

## Biografía
Nacida en Boston, estudió la carrera de farmacia y fundó el grupo The Rock Funk Tribe con una serie de músicos que entrelaza su poesía con el jazz, blues, funk y gospel.
Su primer álbum en solitario fue Black and Blues (2004) y lo editó la discográfica Phanai Records. En 2007 lanzó su segundo álbum Hum the Bass Line y ese mismo año participó como cantante en un cover de la canción de U2 "Desire" para un recopilatorio de temas de U2 llamado In The Name Of Love: África Celebrates U2. Participaron además Angelique Kidjo, Vieux Farka Touré, Keziah Jones, Les Nubians, Soweto Gospel Choir y otros grandes artistas africanos. En noviembre de 2010 publicó el álbum, Say Yes, cuyo tema Simply Falling constituyó un gran éxito.

## Discografía

### Álbumes de estudio
- Black & Blues (2004)
- Hum the Bass Line (2007)
- Say Yes (2010)
- Gold (2016)

### Álbumes en vivo
- Live @ KTUH Honolulu